# 卡利尼 (阿納尼耶夫區)
47°38′39″N 29°53′35″E / 47.64417°N 29.89306°E
卡利尼（烏克蘭語：Калини）是位於烏克蘭西南部的村莊，由敖德萨州波季利斯克区的阿南伊夫市鎮負責管轄。該村始建於1895年，面積0.27平方公里，海拔高度127米，2001年人口8，人口密度每平方公里29.63人。